# Kenji Midori
Kenji Midori (绿健児 Midori Kenji, Amami Ōshima, 18 de abril de 1962) é um carateca japonês um dos responsáveis pela criação do estilo Shinkyokushin-kai em 1999, junto de Yukio Nishida e Keiji Sanpei, ramificação do estilo Kyokushin.
Midori foi um estudante de Mas Oyama, o fundador do Karate Kyokushin. Midori, eventualmente, assumiu a liderança do IKO2 (International Karate Organization 2), e mudou o para WKO (World Karate Organization) Shinkyokushinkai em 2003.

## Biografia
Nascido no sul da ilha de Kyushu, Kenji Midori começou seus treinos em carate em 1978. Ele rapidamente se destacou, participando nos torneios de maior prestígio no Japão, e em 1987, ganhou pela primeira vez o All Japan Weight Division Tournament. Masutatsu Oyama, fundador do Kyokushin, treinou-o afim de ajudá-lo a vencer o campeonato mundial, na categoria  até 70 kg, e a vencer o 5° Campeonato do Mundo em 1991.
Após a morte de seu mentor Mas Oyama, ele decide se separar do ramo oficial (IKO, encabeçada por Kancho Shokei Matsui) para ingressar na IKO2 (encabeçada por Yukio Nishida e Keiji Sanpei), a qual ele iria virar presidente mundial em 2001, e rebatizar em 2003, como Organização Mundial de Karate Shinkyokushinkai. Ele recebeu seu sexto Dan em 26 de novembro de 2002, e o sétimo dan em junho de 2010. Kenji Midori é casado e tem dois filhos e uma filha.

## Títulos
- 1980 - 4º lugar no 1° Chiba Prefectural Tournament
- 1983 - 3º lugar no 1º NishiNihon (Western Japan) Tournament
- 1984 - 8 melhores no 1º All Japan Weight Division Tournament – Men Lightweight
- 1985 - 5º lugar e "Best Fighting Sprit Award" na 17º All Japan Tournament
- 1987 - Campeão no 4º All Japan Weight Division Tournament – Men Lightweight
- 1987 - 16º melhores e "Best Technique Award" no 4º World Tournament
- 1988 - 2º lugar no International Tournament in Switzerland
- 1990 - Campeão no 7º All Japan Weight Division Tournament – Men Lightweight
- 1990 - 2º lugar no 22° All Japan Tournament
- 1991 - Campeão no 5º World Tournament[4]